# Johan Dixelius
Johan Gustaf Dixelius, född 30 juni 1850 i Enköping, död 1917 i Anundsjö socken, var en svensk präst.
Efter att ha genomgått Högre elementarläroverket i Uppsala och år 1870 ha avlagt studentexamen som privatist vid Nya Elementar i Stockholm inskrevs Dixelius som student vid Uppsala universitet vårterminen 1871. Han prästvigdes i Uppsala 1875 och blev då vice komminister i Nederkalix församling och fick ordinarie tjänst där året därpå. År 1880 utnämndes han till komminister i Härnösand med tillträde 1881. Han blev vice pastor där men lämnade tjänsten 1884 sedan han fått fullmakt på kyrkoherdetjänsten i Anundsjö församling och tillträdde där 1885. Dixelius blev kontraktsprost i Ångermanlands nordvästra kontrakt 1891. År 1904 blev han ledamot av Vasaorden.
Dixelius gifte sig 1877 med Euphrosyne Rosenius, som var dotter till kyrkoherden Erik Anders Rosenius i Överkalix och Carolina Edelstam. Bland makarnas barn märks författaren Hildur Dixelius.